# Fluctuación cuántica

Una simulación mediante QCD reticular, que muestra la evolución caótica del campo glulónico.

En física cuántica, la fluctuación cuántica de la energía es un cambio temporal en la cantidad de energía en un punto en el espacio, como resultado del principio de indeterminación enunciado por Werner Heisenberg.
De acuerdo a una formulación de este principio, energía y tiempo se relacionan de la siguiente forma:

{\displaystyle \Delta E\ \Delta t\approx {h \over 4\pi }}

Esto significa que la el proceso de medición puede introducir energía adicional que será empleada en crear nuevas partículas si {\displaystyle \Delta t} es muy pequeño. Así ese efecto de la medición permite la generación de pares partícula-antipartícula de partículas virtuales. El efecto de esas partículas es medible, por ejemplo, en la carga efectiva del electrón, diferente de su carga "desnuda".
En la formulación actual, la energía siempre se conserva, pero los estados propios del Hamiltoniano no son los mismos que los del operador del número de partículas, esto es, si está bien definida la energía del sistema no está bien definido el número de partículas del mismo, y viceversa, ya que estos dos operadores no conmutan. En particular, Parker (1965) demostró que en la expansión métrica del universo la curvatura del espacio-tiempo llevaría a la creación de partículas y serían estas últimas fluctuaciones cuánticas las que producen la estructura del universo. Además, de acuerdo con el modelo de la inflación las fluctuaciones que tuvieron lugar antes del Big Bang fueron amplificadas creando lo que se convertiría en nuestro universo. 

## Fluctuaciones cuánticas de un campo
Se puede hacer una distinción entre las fluctuaciones cuánticas y las fluctuaciones térmicas de un campo cuántico (al menos para un campo libre; para campos con autointeracción, la renormalización complica mucho las cosas). Para la campo cuantizado de Klein-Gordon en el estado de vacío, podemos calcular la densidad de probabilidad de que observemos una configuración  {\displaystyle {\displaystyle \varphi _{t}(x)}} a la vez {\displaystyle t} en términos de su transformada de Fourier {\displaystyle {\displaystyle {\tilde {\varphi }}_{t}(k)}} esta asociada la distribución de probabilidad:

{\displaystyle \rho _{0}[\varphi _{t}]=\exp {\left[-{\frac {1}{\hbar }}\int {\frac {d^{3}k}{(2\pi )^{3}}}{\tilde {\varphi }}_{t}^{*}(k){\sqrt {|k|^{2}+m^{2}}}\;{\tilde {\varphi }}_{t}(k)\right]}.}

Por otra parte, para la campo clásico de Klein-Gordon a temperatura distinta de cero, la densidad de probabilidad de Gibbs que observaríamos una configuración  {\displaystyle {\displaystyle \varphi _{t}(x)}} a la vez {\displaystyle t} sería:

{\displaystyle \rho _{E}[\varphi _{t}]=\exp {[-H[\varphi _{t}]/kT]}=\exp {\left[-{\frac {1}{kT}}\int {\frac {d^{3}k}{(2\pi )^{3}}}{\tilde {\varphi }}_{t}^{*}(k){\scriptstyle {\frac {1}{2}}}(|k|^{2}+m^{2})\;{\tilde {\varphi }}_{t}(k)\right]}.}

Por tanto, la amplitud de las fluctuaciones cuánticas está controlada por la amplitud de constante de Planck {\displaystyle \hbar }, al igual que la amplitud de las fluctuaciones térmicas está controlada por {\displaystyle kT}. Nótese que los siguientes tres puntos están estrechamente relacionados:
(1) La constante de Planck tiene unidades de acción en lugar de unidades de energía,

(2) el núcleo cuántico es {\displaystyle {\sqrt {|k|^{2}+m^{2}}}} en lugar de {\displaystyle {\scriptstyle {\frac {1}{2}}}(|k|^{2}+m^{2})} (el núcleo cuántico no es local desde un punto de vista clásico, pero es local en el sentido de que no permite que se transmitan señales),

(3) el estado de vacío cuántico es Invariante de Lorentz (aunque no manifiestamente en lo anterior), mientras que el estado térmico clásico no lo es (la dinámica clásica es invariante de Lorentz, sino la densidad de probabilidad de Gibbs no es una condición inicial invariante de Lorentz).
Podemos construir un campo aleatorio continuo clásico que tenga la misma densidad de probabilidad que el estado de vacío cuántico, de modo que la principal diferencia con la teoría cuántica de campos es la teoría de la medición (la medición en la teoría cuántica es diferente de la medición para un campo aleatorio continuo clásico, en que las mediciones clásicas siempre son mutuamente compatibles en términos mecánicos cuánticos). Los efectos cuánticos que son consecuencias solo de fluctuaciones cuánticas, no de sutilezas de incompatibilidad de medición, pueden modelarse alternativamente mediante campos aleatorios continuos clásicos.